# 陳祹
陳祹（1550年—1609年），字惟膺，四川成都府內江縣人，民籍。

## 生平
四月二十一日生，行三，治《書經》，由縣學生中式隆慶四年（1570年）庚午科四川鄉試第四十八名舉人，年二十八歲中式萬曆五年（1577年）丁丑科會試第二百九十六名，第三甲第二百三十九名進士。歷官河南歸德府知府，二十年四月升河南兵备副使。三十四年六月起復雲南副使。

## 家族
曾祖陳文星；祖陳惠；父陳延慶；母余氏。慈侍下，妻王氏，兄紀（知縣）；祜，弟緒；綰。